# Georges Aguesse
Georges Louis Aguesse, né à Nantes le 26 avril 1903 et mort à Paris le 9 février 1994, est un professeur de littérature et de philosophie, un journaliste et un homme politique français.

## Biographie
Fils de Julien Aguesse, un négociant en vin, Georges Aguesse naît à Nantes le 26 avril 1903. Après des études de littérature durant lesquelles il obtient une licence ès lettres, il devient professeur de philosophie au lycée de Charleville-Mézières, avant d'occuper dans les années 30 un poste de professeur de lettres françaises au lycée national albanais de Morca (Korça ?) ou de Koritça  en Albanie.
En 1934, il devient correspondant diplomatique de plusieurs journaux à Berlin, dont Le Jour - L'Écho de Paris, dont il devient, à partir de 1939, le directeur des services de politique étrangère.
Lors de la Seconde Guerre mondiale, Georges Aguesse est mobilisé en février 1940, et en mai il est affecté au ministère de l'Information. Il est alors rédacteur en chef des émissions en langue allemande de la Radiodiffusion nationale.
Il est démobilisé, en juillet 1940, à Toulouse. En 1942, il devient membre du mouvement de résistance française « Libération ». En novembre 1942, il se rend en Afrique du Nord. Sous le nom de Jean Valmy, il contribue aux émissions de la « radiodiffusion française libre ». Il devient également rédacteur en chef du journal Combat Afrique du Nord. Entre juin 1944 et avril 1945, il est chargé de mission auprès du ministre de l'Économie nationale, Pierre Mendès France. Ensuite, il devient directeur des services politiques du Parisien libéré et rédacteur en chef du quotidien La Résistance de l'Ouest, paraissant dans la Loire-Inférieure.
Après un échec les 21 octobre 1945 et 2 juin 1946 sous l'étiquette UDSR, Georges Aguesse, cette fois sous la bannière MRP, est élu, le 8 décembre 1946, au Conseil de la République. Il n'est pas réélu le 7 novembre 1948. Il devient inspecteur général des Territoires occupés de 1949 à 1950, puis, de 1951 à 1955, attaché de presse à l'ambassade de France au Canada, à Ottawa.
Le 19 juin 1955, il redevient sénateur sur la liste présentée par le MRP. Membre de la commission des Affaires étrangères et de la commission de la Presse, de 1946 à 1948, puis membre de la commission des Affaires économiques, de 1955 à 1958. Au sein du MRP, Georges Aguesse est membre de la commission exécutive à partir de 1956, puis vice-président du bureau du groupe MRP du Conseil de la République en 1957 et 1958.
Titulaire de la croix de chevalier de la Légion d'honneur[Quand ?], Georges Aguesse est mort à Paris, le 9 février 1994.

## Détail des fonctions et des mandats

### Mandats parlementaires
- 8 décembre 1946 - 7 novembre 1948 : Sénateur de la Loire-Inférieure
- 19 juin 1955 - 26 avril 1959 : Sénateur de la Loire-Inférieure, qui devient Loire-Atlantique en 1957.